# Амин-заде, Мухиддин
Мухиддин Амин-заде (тадж. Муҳиддин Аминзода; 22 марта 1904, Ходжент, Самаркандская область — 9 сентября 1966, Душанбе) — таджикский советский поэт, прозаик, драматург, переводчик, музыкант, заслуженный деятель искусств Таджикской ССР.

## Биография
Сын учителя. После окончания Самаркандского педагогического училища (1925) учительствовал.
В 1928—1929 годах обучался в Узбекском музыкально-хореографическом училище в Ташкенте (ныне Ташкентская государственная высшая школа национального танца и хореографии). Получил педагогическое и музыкальное образование. С 1932 года работал литературным директором Худжандского музыкально-драматического театра. Преподавал в музыкальной школе. С 1937 года работал в Душанбинском музыкальном театре (с 1940 года — Таджикский театр оперы и балета).

## Творчество
Как поэт дебютировал в 1924 году.
Творчество М. Амин-заде занимает особое место в таджикской советской поэзии. В своих стихах в 1920-х — 1930-х годах восхвалял Октябрьскую революцию, выступал против старого быта и религиозной косности, остатков феодального мира и прошлых традиций, боролся за раскрепощение женщины, писал о счастливой жизни советской молодёжи, достижениях таджикского народа в строительстве новой жизни, социалистической родины, пропагандировал достижения науки и знаний и др. Во время Великой Отечественной войны издал серию патриотических поэм, таких как «Шамшери бурро», «Тешабой», «Сухани комсомол», «Ба модарам-Ватанам» и другие, в которых описал героизм таджикского народа против фашизма.
Член Союза писателей Таджикской ССР с 1935 года.
Один из основателей сатирической поэзии в таджикской советской литературе.
Стихи М. Амин-заде лаконичны, язык их прост, многие из них переложены на музыку, стали песнями, известен как поэт-песенник. Автор более пятидесяти песен.

## Избранные произведения
Сборники стихов
- «Нур» («Луч», 1935),
- «Луг» (1937),
- «Баҳоры Ватан» («Весна Родины», 1939),
- «Весна родины» (1940),
- «Садои зафар» («Голос победы», 1944),
- «Маҷмӯаи шеърҳо» (1952),
- «Шеърҳои мунтахаб» («Избранные стихи», 1949),
- «Товарищам-хлопкоробам» (1954),
- «Шеърҳо» («Стихи», 1956),
- «Баҳори дил» («Весна сердца», 1964) и др.

Проза
- «Ленинабад» (повесть), в которой рассказывается о прошлой и настоящей истории древнего таджикского города Худжанд.

Пьесы
- «Шараф» (музыкальная пьеса), о формировании таджикского рабочего класса, поставлена в 1935 году в Худжандском театре музыкальной комедии.

Переводил произведения А. С. Пушкина, М. Ю. Лермонтова, И. А. Крылова, Т. Г. Шевченко, Алишера Навои, И. Франко, М. Горького, А. Твардовского, К. Симонова, А. Гайдара, В. Катаева, Махтумкули, Назым Хикмета, Е. Долматовского, П. Бровки, Джамбула Джабаева, С. Стальского, Г. Леонидзе, Хамзы, Гафур Гуляма и др.
Играл на танбуре.

## Семья
- Жена — Ойдин Яхъяевна Усманова, народная артистка Таджикской ССР
- Дочь — Озод Амин-заде, поэтесса
- Дочь — Амин-Заде, Зебо Мухиддиновна, советская таджикская актриса, танцовщица, балетмейстер, хореограф, педагог. Народная артистка СССР (1986).
- Сын — Мухсин Амин-заде, поэт, работал в печати и на телевидении Таджикистана

## Награды
- два ордена «Знак Почёта» (23 октября 1954[1] и 24 апреля 1957[2])
- орден «Нишони Фахри»
- медали СССР
- заслуженный деятель искусств Таджикской ССР

## Память
- В Худжанде открыт дом-музей Мухиддина Аминзода.
- В Душанбе одна из школ и улица носит его имя.